# Fitz Hugh Lane
Fitz Hugh Lane, też Fitz Henry Lane, właśc. Nathaniel Rogers Lane (ur. 19 grudnia 1804 w Gloucester, zm. 14 sierpnia 1865 tamże) – amerykański malarz i ilustrator.

## Życiorys
Urodził się i wychował w Gloucester w Massachusetts, gdzie powrócił w końcu 1840, po kilku latach nauki w Bostonie. Był inwalidą, gdyż w wyniku przebytej w dzieciństwie choroby Heinego-Medina, cierpiał na niedowład jednej nogi. Artysta całe życie był związany z Gloucester i Bostonem, gdzie zdobył uznanie jako malarz marynista.

## Twórczość
Fitz Hugh Lane malował przede wszystkim wybrzeża Massachusetts i Maine, oraz obrazy o tematyce marynistycznej. Obecnie jego styl zaliczany jest do luminizmu i podkreślane są związki z Hudson River School i transcendentalizmem. Artysta koncentrował się na efektach związanych ze światłem, jego prace posiadają specyficzną aurę spokoju i kontemplacji natury, którą podkreśla ciepła kolorystyka. Lane miał wpływ na wielu innych artystów m.in. Benjamina Champneya i Williama Bradforda.

## Wybrane prace

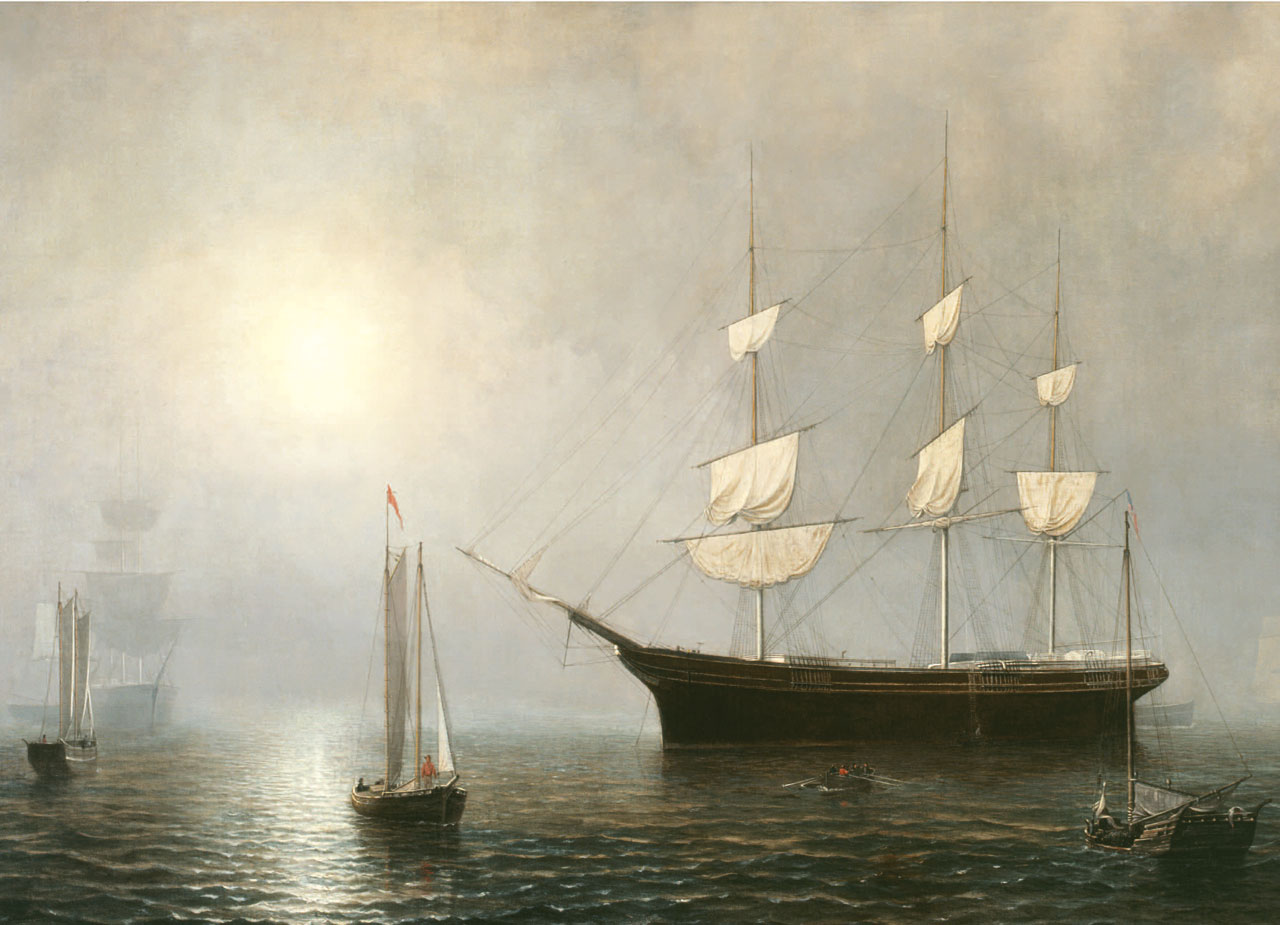
Statek Starlight, ok. 1860

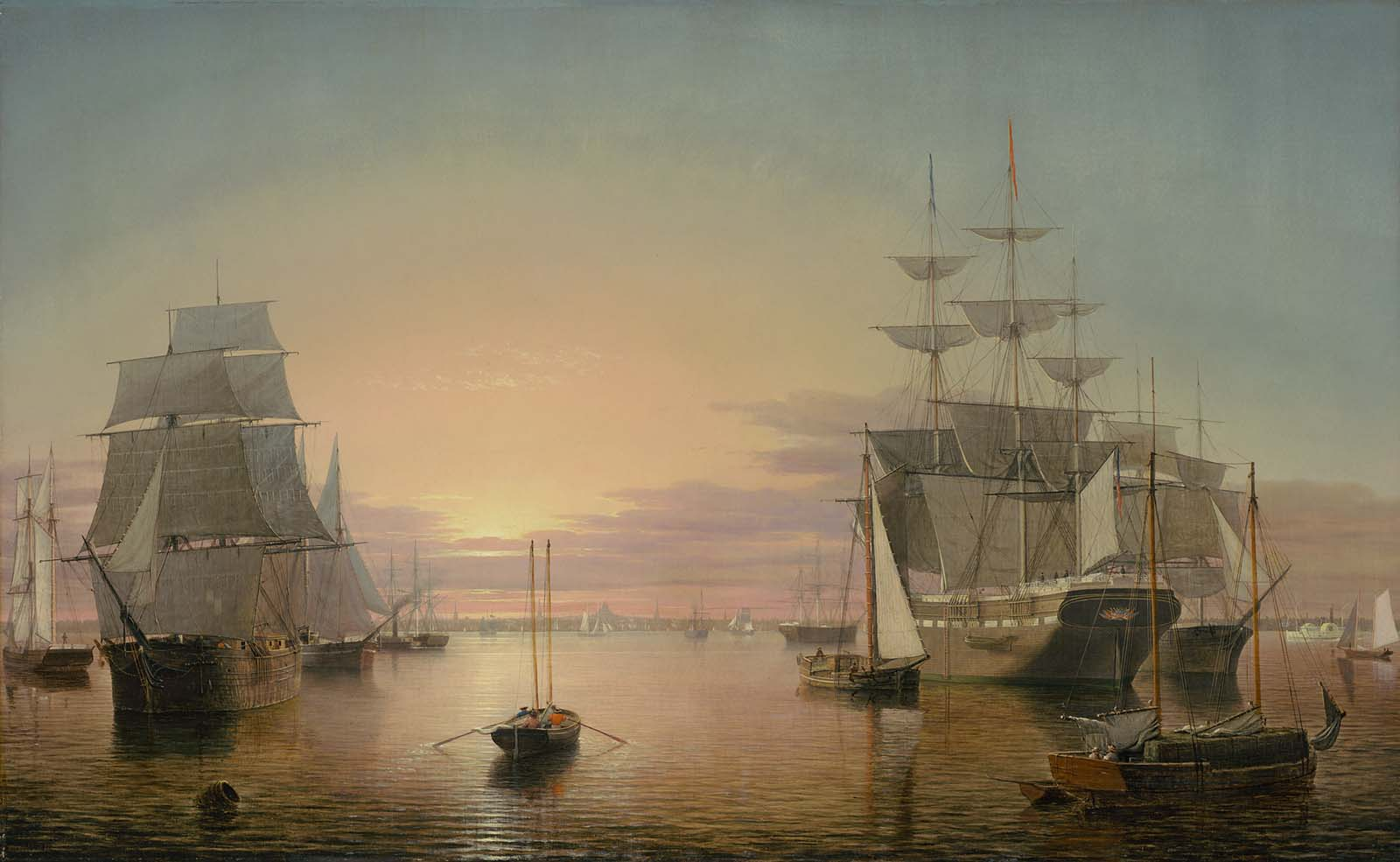
Port w Bostonie, ok. 1850–55

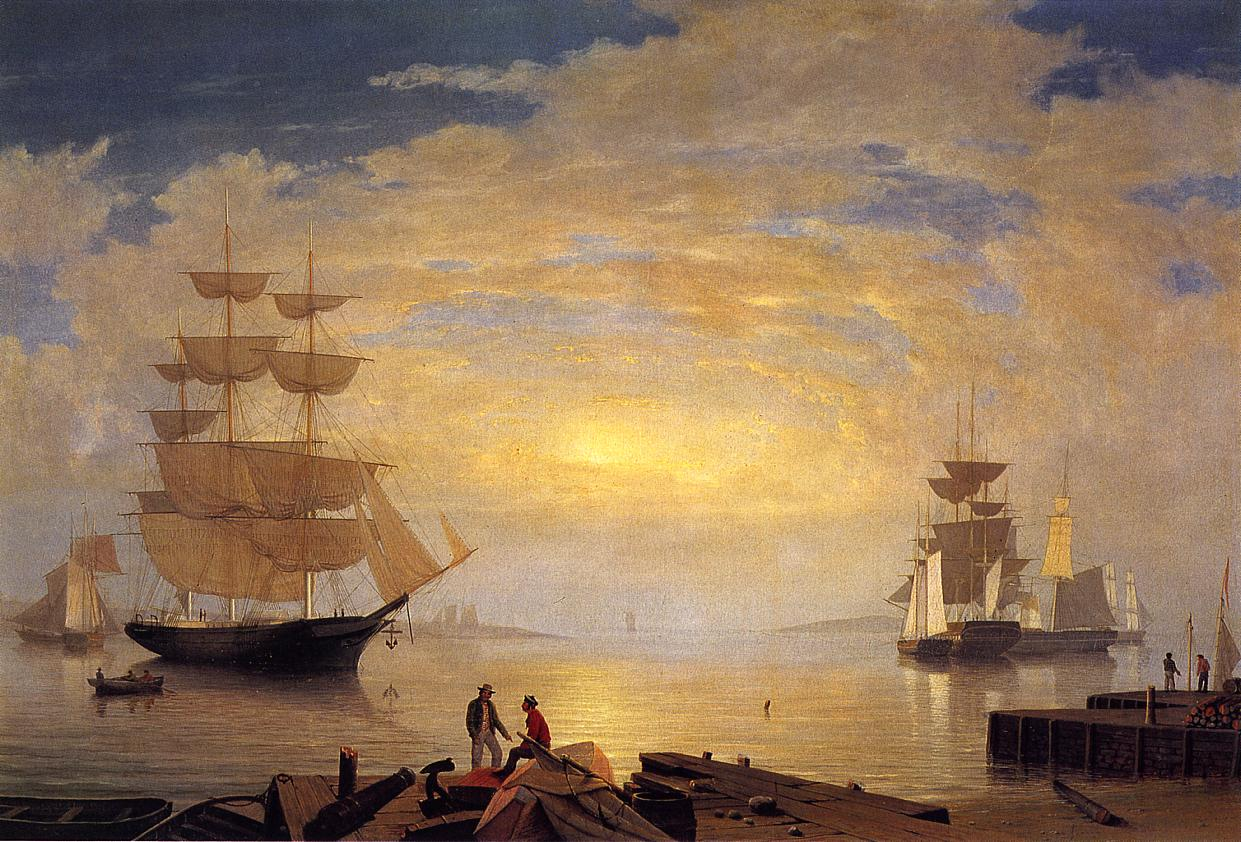
Port w Gloucester o świcie, ok. 1851

- The Burning of the Packet Ship Boston, 1830,
- View of the Town of Gloucester, Mass, 1836,
- Stage Rocks and Western Shore of Gloucester Outer Harbor, 1857,
- Riverdale, 1863, Cape Ann Historical Museum Collection,
- Gloucester Harbor from Rocky Neck, 1844,
- The Western Shore with Norman's Woe, 1862,
- Stage Fort Across Gloucester Harbor, 1862,
- Clipper Ship “Sweepstakes”, 1853, Museum of the City of New York Collection,
- Ships Passing in Rough Seas, 1856,
- The Fishing Party, 1850,
- Lumber Schooners at Evening in Penobscot Bay, 1860, National Gallery of Art, Waszyngton,
- View of Coffin's Beach, 1862, Museum of Fine Arts, Boston,